# Schlacht von Cabo de Palos
Gijón –
Oviedo –
Alcázar von Toledo –
Mérida –
Badajoz –
Guipúzcoa –
Mallorca –
Sierra Guadalupe –
Talavera de la Reina –
Madrid –
Straße nach Coruña –
Málaga –
Jarama –
Guadalajara –
Krieg im Norden (Durango, Guernica, Santander) –
Brunete –
Belchite –
Teruel –
Cabo de Palos –
Aragon –
Ebro –
Katalonien
Die Schlacht von Cabo de Palos war die größte Seeschlacht des Spanischen Bürgerkrieges. In ihr trafen zwei Leichte Kreuzer und fünf Zerstörer der Republikaner auf drei Kreuzer der nationalistischen Seite. Sie fand vom 5. bis 6. März 1938 70 Meilen östlich von Cabo de Palos statt und endete mit einem republikanischen Sieg.

## Strategischer Hintergrund
Der Spanische Bürgerkrieg wurde zwischen Juli 1936 und April 1939 zwischen der demokratisch gewählten republikanischen Regierung Spaniens und den Putschisten unter General Francisco Franco ausgetragen. Hierbei erhielten beide Seiten Hilfe aus dem Ausland: die Nationalisten vor allem von Italien und Deutschland, die Republikaner vor allem aus der Sowjetunion. Geleitzüge der anderen Seite waren deswegen für beide Marinen ein wichtiges Ziel.
Ein internationales Nichteinmischungskomitee verabschiedete einen Plan zur Überwachung von Waffenimporten und zur Ankunft ausländischer Freiwilliger. Hierzu wurden von Frankreich, Großbritannien, Deutschland und Italien Seepatrouillen vor der spanischen Küste durchgeführt. Diese Maßnahme war nicht effektiv und benachteiligte eher die republikanische Seite. Die sowjetische Marine konnte sich wegen logistischer Probleme und des Mangels an geeigneten Schiffen nicht daran beteiligen.
Während des Bürgerkrieges blieben die Überwasserschiffe der spanischen Marine zwischen den Nationalisten und den Republikanern geteilt. Die Republik verfügte über den Großteil der Zerstörer, während die Franquisten in den Besitz der zwei neu gebauten Schweren Kreuzer Canarias und Baleares gelangten. Sie waren am 21. Juli 1936, dem fünften Tag des Aufstandes, erbeutet worden, als die Nationalisten die Marinebasis Ferrol einnahmen. Die Schiffe befanden sich in der letzten Bauphase und wurden von den Nationalisten fertiggestellt.
Die Organisation der Flotte war chaotisch, da anfänglich die Macht in den Händen der Komitees und nicht der Offiziere lag. Dieser Umstand wurde nach und nach rückgängig gemacht. Der Mangel an ausgebildeten Offizieren war ebenso ein Problem. Ein großer Teil des Offizierskorps war erschossen worden, als es die Flotte den Aufständischen zu übergeben versuchte. Auch der Mangel an Material, wie zum Beispiel Torpedos, verursachte Probleme. Die Republikanische Flotte krankte an schlechter Moral, mangelnder Initiative und trat kaum in Aktion, während die Nationalisten die Initiative behielten.
Dies führte dazu, dass die zahlenmäßig unterlegene nationalistische Flotte ein Übermaß an Selbstvertrauen an den Tag legte, umso mehr als ihre Führer vom Sachverstand ihrer republikanischen Gegenspieler keine hohe Meinung hatten. Die nationalistische Flotte nützte ihre wenigen Kräfte weitaus offensiver.
Die nationalistische Flotte hatte keine Nachschubprobleme und wurde von Italien und Deutschland mit Nachschub versorgt. Die anfänglichen organisatorischen Probleme wurden schneller als bei der republikanischen Seite behoben. Es herrschte aber Misstrauen bezüglich der politischen Zuverlässigkeit der Mannschaften und Mangel an gut ausgebildeten Matrosen.

## Gegenüberstellung der Flotten
| Republikanische Schiffe | Typ              | Nationalistische Schiffe | Typ              |
| ----------------------- | ---------------- | ------------------------ | ---------------- |
| Libertad                | Leichter Kreuzer | Baleares                 | Schwerer Kreuzer |
| Méndez Núñez            | Leichter Kreuzer | Canarias                 | Schwerer Kreuzer |
| Gravina                 | Zerstörer        | Almirante Cervera        | Leichter Kreuzer |
| Lazaga                  | Zerstörer        | Umbe-Mendi               | Handelsschiff    |
| Sánchez Barcaiztegui    | Zerstörer        | Aizkori-Mendi            | Handelsschiff    |
| Lepanto                 | Zerstörer        |                          |                  |
| Almirante Antequera     | Zerstörer        |                          |                  |

## Verlauf der Schlacht

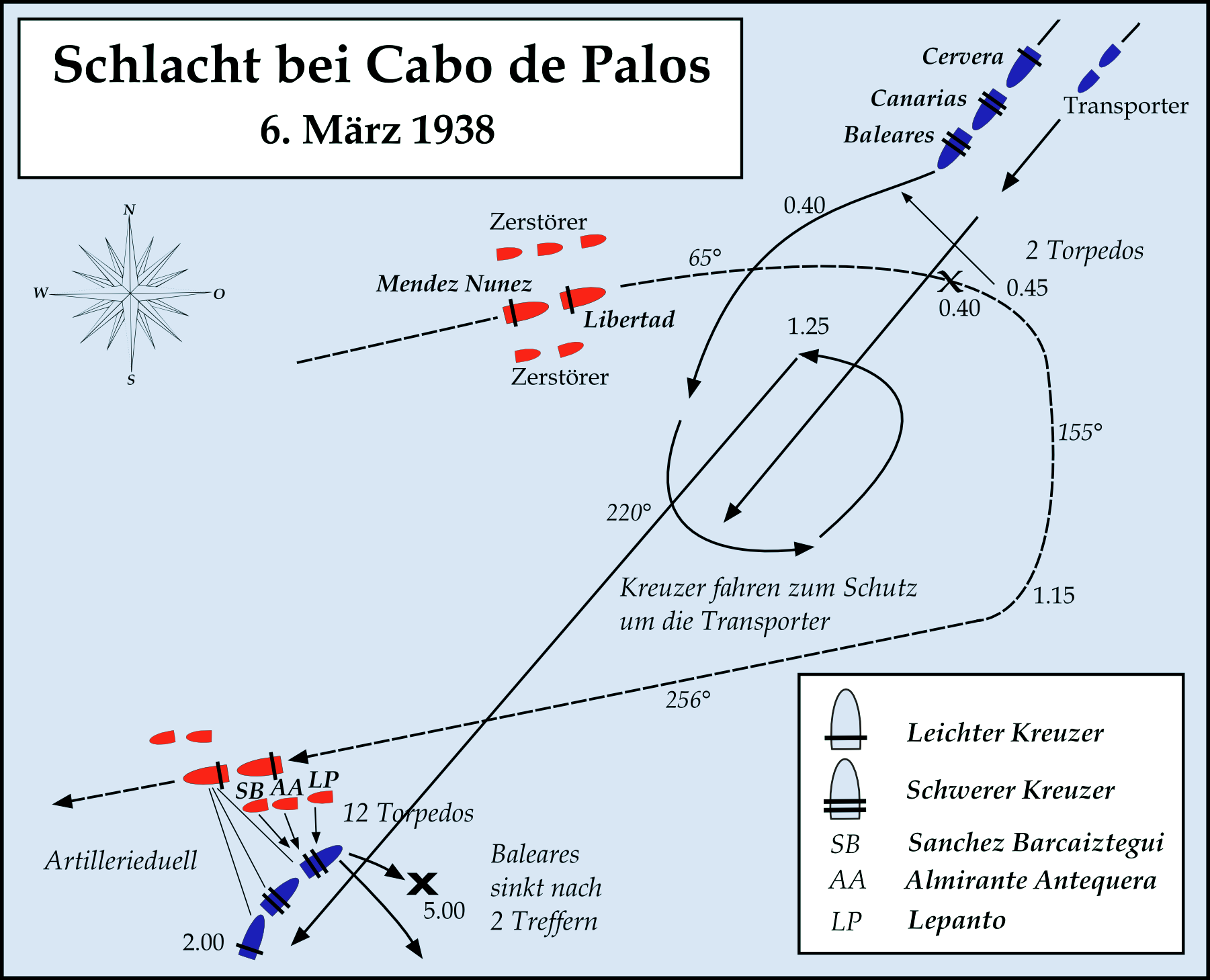
Karte der Schlacht

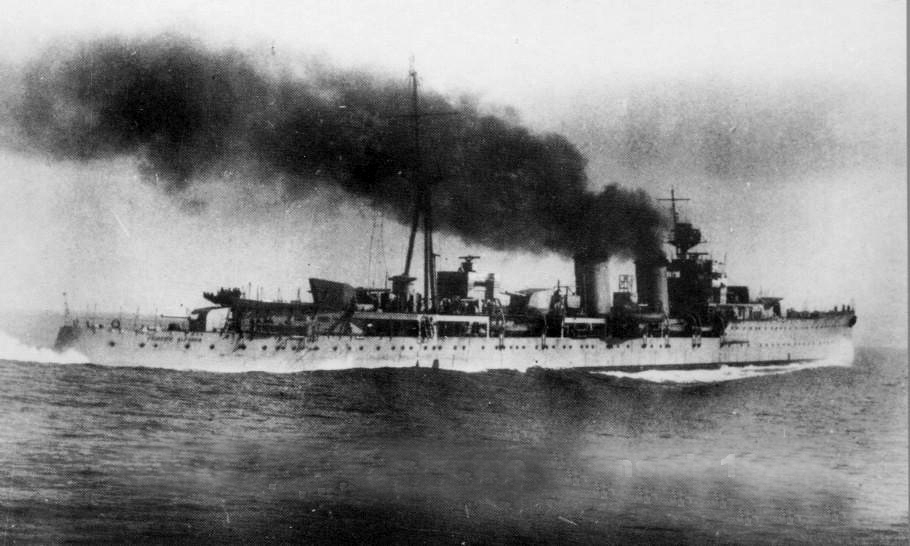
Die Libertad, 1927

Am Samstag, dem 5. März 1938, brach die republikanische Flotte aus Cartagena auf, um einen Angriff auf den Hafen von Palma de Mallorca durchzuführen. Der Plan sah vor, dass drei Torpedoboote in den Hafen eindringen und die nationalspanische Flotte dort überraschen sollten. Die Torpedoboote sollten von Zerstörern der 1. Zerstörer-Flottille, der Ulloa, Jorge Juan, Escaño und der Almirante Valdés, bis zur Hafeneinfahrt geschützt werden. Die Zerstörer wiederum sollten von den Leichten Kreuzern Libertad und Méndez Nuñez sowie der 2. Zerstörer-Flottille, bestehend aus Sánchez Barcaáiztegui, Almirante Antequetera, Lepanto, Gravina und Lazaga, gedeckt werden. Ab 15:40 Uhr bis 17:06 Uhr brach die Flotte gestaffelt auf. Um 17:11 Uhr erhielt sie die Nachricht, dass die Torpedoboote auf Befehl ihres sowjetischen Kommandeurs Alafusow in den Hafen zurückgekehrt waren, weil der Seegang angeblich zu stark war. Der Grund war nach Meinung des Flottenkommissars Bruno Alonso nur vorgeschoben, weil Alafusow sich nicht traute. Ubieta verlangte dessen Absetzung. Die Flotte konnte nicht umgehend wieder in den Hafen zurückkehren, und so ließ Ubieta sie auf See kreuzen.
Am gleichen Tag stachen die zwei nationalspanischen Schweren Kreuzer in Begleitung des Leichten Kreuzers Almirante Cervera von Palma aus in See. Die Baleares, die normalerweise eine Besatzung von 800 Mann haben sollte, hatte laut Archiv der Armada Española 1223 Mann an Bord. Hierbei handelte es sich um Matrosen anderer Einheiten, die zum Landgang nach Cádiz gebracht werden sollten, Angehörige des Stabes des Kreuzergeschwaders, Arbeiter der Sociedad Española de Construcción Naval, die auf der Fahrt Reparaturen durchführen sollten, und zwölf jugendliche Angehörige der Flechas Navales (die Marine-Jugendorganisation der Falange Española de las JONS).
Sie sollten zwei Handelsschiffen, der Umbe-Mendi und der Aizkori-Mendi, Geleitschutz bis zur Meerenge von Gibraltar geben, die Waffen und Munition aus Italien brachten, und deren aus den Kanonenbooten Canalejas und Cánovas sowie den Zerstörern Huesca, Teruel und Velasco bestehende Eskorte ablösen. Um 17:30 Uhr erreichten die Kreuzer den kleinen Konvoi und lösten deren Bedeckung ab. Bei Einbruch der Nacht wurde Verdunkelung angeordnet.
Um 00:38 Uhr sichtete die Baleares auf 330° an Backbord die Silhouetten von mehreren Schiffen. Da beide Gruppen verdunkelt fuhren, bestand kein Zweifel daran, dass es sich jeweils um feindliche Schiffe handelte. Die nationalspanischen Schiffe waren auf die republikanische Flotte – bestehend aus zwei Leichten Kreuzern (der modernen Libertad und der veralteten Méndez Núñez) und fünf Zerstörern (Gravina, Lazaga, Sánchez Barcaiztegui, Almirante Antequera und Lepanto) – gestoßen. Beide Flotten waren überrascht, sie gingen davon aus, dass sich die jeweils andere noch im Hafen befände.
Die nationalspanische Flotte glaubte fälschlicherweise anfänglich an die Anwesenheit eines U-Bootes, beschleunigte auf 26 Knoten und leitete Ausweichmanöver ein. Die Sánchez Barcaiztegui schoss zwei Torpedos auf die Almirante Cervera ab, ohne einen Treffer zu erzielen.
Um 01:09 Uhr entschied Vierna, die Handelsschiffe zu umfahren, um einen eventuellen Zerstörerangriff auf sie abzuwehren. Dies war ein gewagtes Manöver, da die Kreuzer wegen ihrer Größe für die Zerstörer leichtere Ziele darstellten als umgekehrt. Die beiden Flotten verloren sich aus den Augen. Um 01:25 Uhr nahm Admiral Vierna seinen ursprünglichen Kurs von 220° (Kurs Südwest) wieder auf. Um 02:00 Uhr setzte die Flotte Kurs auf 40° (Kurs Nordost), 15 Minuten später änderte sie ihren Kurs erneut auf 220°, um nicht zu weit von den langsameren Handelsschiffen abzukommen, und traf wenige Minuten später erneut auf die republikanische Flotte.
Um 02:14 Uhr nahm der republikanische Zerstörer Sanchéz Barcáiztegui optische Signale der gegnerischen Flotte wahr, und das republikanische Führungsschiff Libertad gab Feuerbefehl. Canarias und Baleares feuerten Leuchtraketen ab, um die Ziele zu beleuchten, und eröffneten das Feuer mit Granaten, ohne einen Treffer zu erzielen. Libertad und Méndez Núñez erwiderten augenblicklich das Feuer und erzielten einen Treffer auf dem Deck der Baleares. Während dieses Kreuzerduells näherten sich die drei republikanischen Zerstörer Sanchéz Barcáiztegui, Lepanto und Almirante Antequera den nationalspanischen Kreuzern und schossen auf 3000 Meter einen Fächer von zwölf Torpedos ab. Die Sánchez Barcaiztegui feuerte vier, die Almirante Antequera fünf und die Lepanto drei. Ungefähr um 02:20 Uhr traf eine nicht bekannte Anzahl Torpedos die Baleares backbords auf Höhe der Brücke. In diesem Bereich befanden sich die Munitionsbunker. Es kam zu einer großen Explosion, auf die weitere folgten. Teile von Brücke und Schornstein flogen durch die Luft und der Mast fiel auf die Geschütztürme drei und vier. Die Baleares blieb antriebslos ohne Elektrizität liegen und neigte sich schnell nach Backbord über, während ausgebrochenes Feuer die Munition der Luftabwehrgeschütze und die Treibstofftanks zur Explosion brachte. Da Konteradmiral de Vierna bei der Explosion ums Leben gekommen war, übernahm der Kapitän der Canarias Rafael Estrada Arnaiz das Kommando, ließ auf 29 Knoten beschleunigen und Kurs 190° (Kurs Süd) nehmen. Die zwei verbliebenen nationalspanischen Kreuzer Almirante Cervera und Canarias ließen die sinkende Baleares zurück und entfernten sich mit den Handelsschiffen. Die republikanischen Kreuzer zogen sich nach ihrem Erfolg ebenfalls zurück und erreichten Cartagena um 07:50 Uhr.

## Die Bergung der Überlebenden

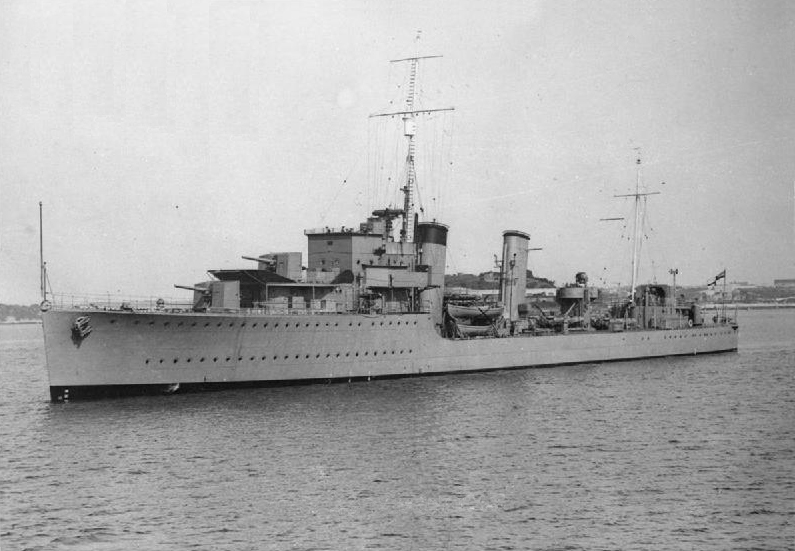
Zerstörer Kempenfelt

Die sich auf Neutralitätspatrouillen befindlichen britischen Zerstörer Boreas und Kempenfelt (die spätere Assiniboine) befanden sich zum Zeitpunkt der Schlacht 40 Seemeilen entfernt und näherten sich mit voller Kraft der brennenden Baleares. Ein Versuch, die Überlebenden direkt vom untergehenden Kreuzer zu übernehmen, schlug auf Grund der starken Schlagseite fehl. Um 05:10 Uhr am Morgen des 6. März 1938 war die Baleares gesunken. Kurze Zeit später erreichten die britischen Zerstörer Brilliant und Blanche die Untergangsstelle.
Um 07:20 Uhr erschienen die nationalspanischen Kreuzer wieder und begannen mit der Übernahme der Verwundeten. In Erwartung eines republikanischen Angriffs wurden von der Canarias keine Boote zu Wasser gelassen. Tatsächlich griffen um 08:58 Uhr neun Tupolew SB-2 die Schiffe an, wobei auf der Boreas ein Besatzungsmitglied getötet und vier verwundet wurden. Nach dem Angriff liefen die britischen Schiffe und die beiden spanischen Kreuzer gemeinsam nach Palma de Mallorca und setzten dort die Schiffbrüchigen an Land.
Es gelang den Briten, 435 Mann aufzunehmen. 785 Seeleute starben bei der Versenkung der Baleares, unter ihnen Admiral Vierna, nur drei Leichen konnten geborgen werden.
Die Verwundeten erreichten am 6. März 1938 um 15:45 Uhr Palma de Mallorca an Bord von Canarias, Almirante Cervera und der britischen Kempenfelt. Sie wurden auf verschiedene Krankenhäuser und Kasernen Mallorcas verteilt und wiesen fast ausschließlich Brandwunden auf, verursacht durch die ausgebrochenen Feuer. Vier Verwundete verstarben in Krankenhäusern.

## Folgen der Schlacht

Spendenbriefmarke zur Erinnerung an die Baleares. Der Erlös ging an die Waisenschule der Marine.

Admiral Vierna hatte sich nach dem ersten Kontakt mit der republikanischen Flotte entschieden, die kriegswichtigen Handelsschiffe gemäß seinen Anweisungen zu beschützen. Nachts waren schwere Kreuzer gegenüber den schnellen, beweglichen Zerstörern im Nachteil, da sie die überlegene Feuerkraft und Reichweite ihrer Geschütze aufgrund der geringen Sichtweite nicht zum Tragen bringen konnten. Der Versuch, ohne eigenen Schutz der Kreuzer gegen Torpedoangriffe der gegnerischen Zerstörer den Kampf zu suchen, war deshalb keine Option für ihn, ebenso wenig wie das Zurücklassen der kriegswichtigen Dampfer, um seine Kreuzer nicht zu riskieren. Vierna wurde für die Verwendung der Leuchtraketen kritisiert; dieses Vorgehen war damals allgemein anerkannt und empfehlenswert, da sich neutrale Kriegsschiffe in der Zone befanden.
Der Einsatz von Lichtzeichen zur Kommunikation war ein Fehler, da er den Gegner warnte und ihm die Initiative gab.
Ubieta wurde vorgeworfen, den Sieg nicht ausgenutzt und die Möglichkeit nicht wahrgenommen zu haben, die gegnerische Flotte vollständig zu vernichten. Seine Zerstörer hatten aber nur noch vier Torpedos übrig, und die Anwesenheit der Handelsschiffe war ihm unbekannt. Trotzdem forderte der sowjetische Marineberater Pitercki Ubietas Ablösung. Die Rücktrittsdrohung des Flottenkommissars Bruno Alonso verhinderte dies.
Der Verlust der Baleares wurde durch die erneute Indienststellung des bereits ausgemusterten Kreuzers Navarra im August 1938 teilweise ausgeglichen. Obwohl die Schlacht von Cabo de Palos die größte Seeschlacht des Spanischen Bürgerkrieges war, hatte ihr Ausgang keinerlei Einfluss auf den Kriegsverlauf. Trotz ihrer überlegenen Flotte und dieses Sieges verhinderte der Mangel an Offizieren ein Ausnutzen dieser Vorteile durch die republikanische Seite.
Das Wrack der Baleares liegt heute bei 37° 52′ 18″ N, 0° 52′ 0″ O in 2515 Metern Tiefe auf felsigem Grund.

## Auszeichnungen

### Nationalspanische

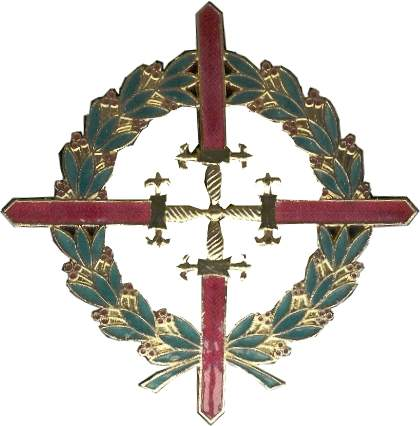
Kreuz des Ferdinandsordens

Auf der Seite Nationalspaniens wurden 1943 drei individuelle Medallas Militares verliehen. Die erste ging an Manuel Cervera Cabello, die anderen erhielten posthum der Schiffsarzt der Baleares Magín Pallarés Uge und Juan J. Sarriá Guerrero, die beide beim Untergang des Schiffes gestorben waren. Bereits 1938 war der Besatzung der Baleares die kollektive Medalla Militar verliehen worden. Der Ferdinandsorden wurde einmal posthum verliehen.
1960 wurde der Witwe Kapitän McGregors in London das Cruz del Mérito Naval für die Verdienste ihres Mannes als Kapitän der Kempenfelt übergeben.

### Republikanische

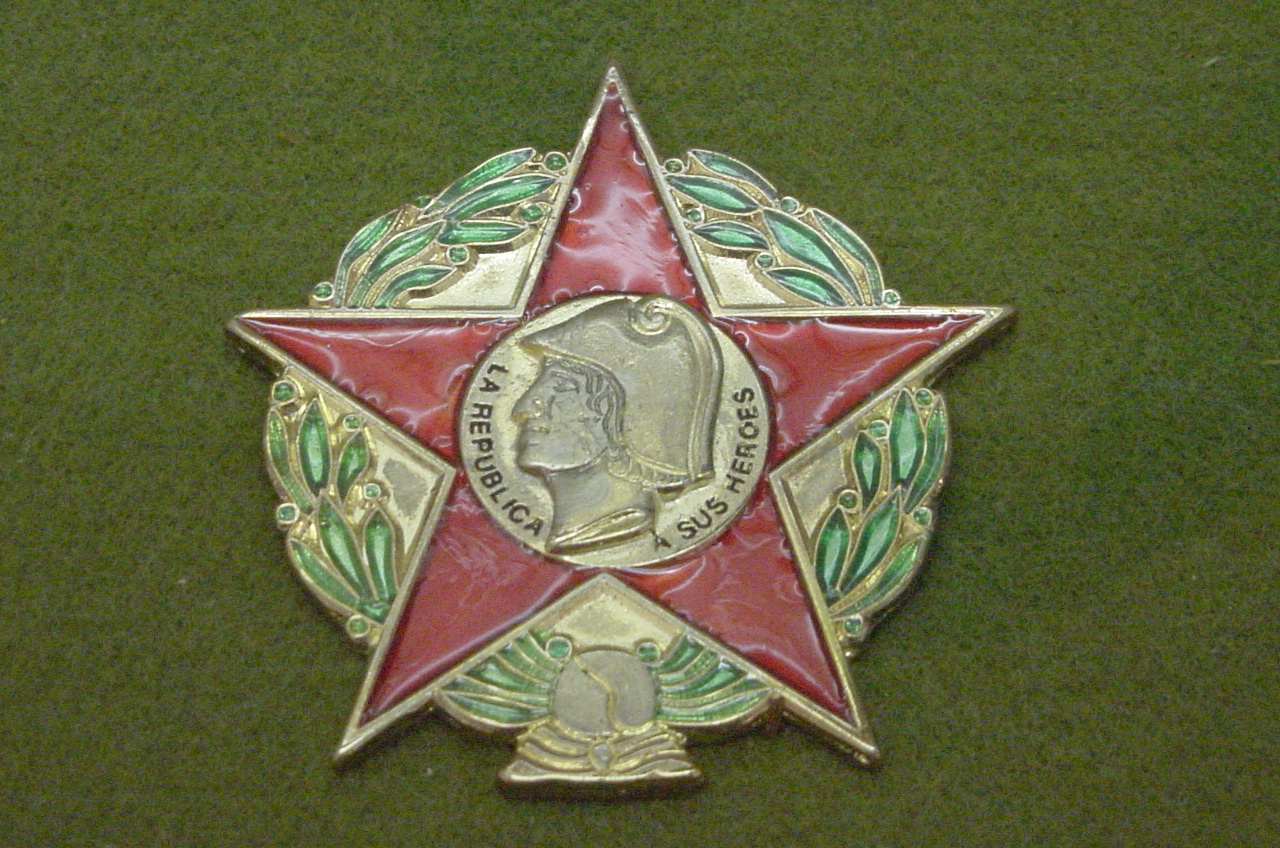
Die Placa Laureada de Madrid

Die Schlacht war einer der wenigen Siege der republikanischen Marine und so war eine Auszeichnung für Luis González Ubieta nur folgerichtig. In Ermangelung des Ferdinandsordens wurde ihm das republikanische Gegenstück, die Placa Laureada de Madrid, verliehen. Diese Auszeichnung wurde während des Bürgerkrieges nur an zwei weitere Personen verliehen. Für sie war auch Leocadio Mendiola vorgesehen, der Kommandeur der Flugzeuge, die den Angriff auf die Übergabe der Verwundeten geflogen hatten. Allerdings gingen die Dokumente bei einem Flugunfall verloren, als sie zur Unterschrift an Präsident Manuel Azaña in Paris gesandt wurden.
An die Besatzungen wurde kollektiv eine extra geschaffene Auszeichnung verliehen, eine Sonderform des Distintivo de Madrid. Sie bestand aus dem in Gold und Silber bestickten Wappen Madrids.

## Verfilmung
Bereits 1940 wurde mit der Produktion eines propagandistischen Films über die Geschichte der Baleares begonnen. Er trug den Titel „El Crucero Baleares“ und wurde von der spanischen Tochter der RKO, der Radio Films, produziert. Gedreht wurde in Madrid, Vigo, Ferrol, Cádiz, San Fernando und Cartagena. Die Schiffsszenen wurden auf dem Schwesterschiff der Baleares, der Canarias, gedreht. Für den Untergang wurde auf Spezialeffekte zurückgegriffen, es kamen auch Aufnahmen von Manövern und Archivbilder von der Skagerrakschlacht für die Kampfszenen zum Einsatz. Im Oktober 1940 begannen die Aufnahmen, die Anfang März 1941 beendet waren. Die Premierenfeier wurde für den 12. April 1941 im Cine Born in Madrid angesetzt. Überlebende wurden eingeladen, Zeitungen kündigten die Premiere an und der Film wurde mit Programmheften sowie Plakaten beworben. Die staatliche Zensur hatte, bis auf kleinere Beanstandungen, den Film bereits abgesegnet. Alles lief planmäßig, bis der Film zwei Tage vor der Premiere im Marineministerium einer Gruppe hoher Offiziere in einer privaten Vorführung gezeigt wurde. Nach der Vorführung einigte man sich ohne Angabe von Gründen, den Film zu verbieten und sämtliche Kopien einzusammeln und zu vernichten. Dieser Vorgang wurde zu einem der spektakulärsten Fälle von Selbstzensur in Nachkriegs-Spanien. Die Gründe für dieses Vorgehen waren vielfältig: Die Offiziere waren nicht mit der Umsetzung des nationalspanischen Aufstandes in der Marine sowie des Heldentodes der Seeleute der Baleares einverstanden. Auch dass die Geschichte der Baleares mit einer ausgedehnten romantischen Rahmenhandlung versehen wurde und der Vorfall erst kurz zurücklag, waren wohl Gründe.

## Denkmal

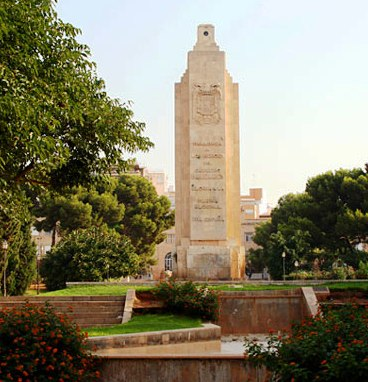
Denkmal für die Baleares in Palma de Mallorca

Bereits neun Tage nach dem Untergang der Baleares wurde in der Zeitung „La Ultima Hora“ ein Denkmal zur Erinnerung an den untergegangenen Kreuzer gefordert und eine Spendenaktion ins Leben gerufen. Die Spender wurden in der Zeitung genannt und kamen unter anderem aus Deutschland und Italien. Es wurde eine Ausschreibung abgehalten, die von den mallorquinischen Architekten Francisco und José Roca Simó sowie dem Bildhauer José Oertells Cabanellas gewonnen wurde. Das Budget betrug 100.000 Peseten. Das Denkmal wurde im Park Sa Feixina im Zentrum von Palma de Mallorca erbaut und am 16. Mai 1947 im Beisein Francos eingeweiht. Es steht auf einer 400 Quadratmeter großen Plattform und besteht aus einer 22 Meter hohen Säule, an deren Spitze ein Scheinwerfer mit seinen Strahlen ein großes Kreuz bildet. Ursprünglich stand auf dieser Säule noch eine drei Meter hohe Skulptur eines einen Anker umarmenden Seemannes mit gehobenem rechten Arm. Diese ist unter ungeklärten Umständen verschwunden und heute nicht mehr vorhanden.
Das Denkmal wurde wiederholt Opfer von politisch motiviertem Vandalismus. Die ersten Male wurde es noch repariert, heute ist es aber in schlechtem Zustand. 1995 kam es im Landes- und Kommunalwahlkampf zu Auseinandersetzungen um die Zukunft des Denkmales und einer Reihe von Vorschlägen, was mit ihm geschehen solle. Bis heute steht es in beschädigtem Zustand an seinem ursprünglichen Platz.
Es gibt, oder gab, weitere Denkmäler für die Baleares in Llerena, im Marine-Museum in Madrid, in San Sebastián und in Algeciras.

## Verweise